# Barraca G-12
La barraca G-12 és una barraca de vinya del municipi de Subirats (Alt Penedès), situada al fondo de Mas Granada, a les muntanyes d'Ordal, a uns 900 metres al nord-est de l'Ordal.
És una construcció aixecada en pedra seca, de planta circular, de 3,85 x 3,90 m d'amplada i 2,37 m d'alçada total. El portal, de llinda doble, està orientat al sud-sud-est, té una alçada de 119 cm, una amplada de 50 cm i un gruix de 75 cm. Té un cocó, dues fornícules i una espitllera. Està en perfecte estat de conservació, després d'una recent restauració.
El codi utilitzat en la denominació d'aquesta barraca (lletra + número) procedeix d'un estudi realitzat per Araceli Soler i Jaume Rovira, que intenta sistematitzar la informació sobre aquests elements arquitectònics al terme de Subirats.